# Idaea extrema
Idaea extrema là một loài bướm đêm trong họ Geometridae.